# Второе Христианское кладбище Одессы
Второе Христианское кладбище (или Новое Христианское кладбище) — кладбище в городе Одессе. Открыто в 1885 году. По мнению одесских краеведов[каких?], на Втором Христианском кладбище похоронено более 500 тысяч человек.

## История
Изначально на кладбище были устроены 3 сектора с участками для захоронения православных, католиков и протестантов (последние два сектора находятся в левой от центрального входа части кладбища). Для входа на каждый сектор были обустроены ворота. В советского время кладбище стало интернациональным.
У главного входа сохранились — захоронения времён Российской империи, преимущественно на центральных аллеях — могилы известных деятелей культуры, науки, образования, медицины, спортсменов, военных и моряков, общественных и государственных деятелей. На «католической» части захоронены участники восстания на броненосце «Князь Потемкин». Вдоль забора — слева от центрального входа — много довоенных еврейских захоронений, «аллея жён», где похоронены трагически погибшие моряки. В центральной части кладбища расположены участки с захоронениями советских воинов — освободителей Одессы от нацистов.
В конце 1960-х годов на 2 христианское кладбище были перенесены останки известных деятелей культуры и науки — евреев, ранее захороненных на 2 еврейском кладбище.
Согласно данным, полученным в результате работы государственной комиссии Кабинета министров Украины, в братских могилах на 135-м участке Второго Христианского кладбища находятся останки от 3000 до 6000 человек. 30 октября 1997 года на одной из братских могил, где покоятся останки эксгумированных 147 расстрелянных, установлен памятный знак из трёх крестов.
В 2000 году на бывшей «католической» части открыт колумбарий.